# Кулькі (Мазовецьке воєводство)
Кулькі (пол. Kulki) — село в Польщі, у гміні Сенниця Мінського повіту Мазовецького воєводства.
Населення — 45 осіб (2011).
У 1975-1998 роках село належало до Седлецького воєводства.

## Демографія
Демографічна структура станом на 31 березня 2011 року:
|          | Загалом | Допрацездатний вік | Працездатний вік | Постпрацездатний вік |
| -------- | ------- | ------------------ | ---------------- | -------------------- |
| Чоловіки | 21      | 2                  | 19               | 0                    |
| Жінки    | 24      | 3                  | 14               | 7                    |
| Разом    | 45      | 5                  | 33               | 7                    |